# Desa Pangandaran
Desa Pangandaran är en administrativ by i Indonesien.   Den ligger i provinsen Jawa Barat, i den västra delen av landet, 260 km sydost om huvudstaden Jakarta.